# Jak and Daxter
Jak and Daxter és una saga de videojocs desenvolupada per Naughty Dog. tracta de dos protagonistes en Jak i daxter, Samos que té una filla que es diu Kiera activa el portal precursor i són llançats a un altre món, i així és com comença una llarga i emocionant aventura.